# Greenwell Glacier
Greenwell Glacier är en glaciär i Antarktis. Den ligger i Östantarktis. Nya Zeeland gör anspråk på området. Greenwell Glacier ligger 802 meter över havet.
Terrängen runt Greenwell Glacier är varierad. Trakten är obefolkad. Det finns inga samhällen i närheten.